# 朴哲民
朴 哲民（パク・チョルミン、朝: 박 철민、英: Pak Chol Min、1982年9月21日 - ）は、北朝鮮出身の柔道家。階級は66kg級。身長169cm。

## 人物
2007年の世界選手権では2回戦でアルメニアの選手に敗れた。2008年のアジア選手権では、ウズベキスタンのミラル・シャリポフなどに敗れて5位に終わった。北京オリンピックでは無名選手ながら準決勝まで勝ち上がるが、フランスのバンジャマン・ダルベレの合技で敗れた。3位決定戦ではアジア選手権で敗れたシャリポフと対戦して技ありで破り銅メダルを獲得した。2009年の世界選手権では初戦でグルジア（現・ジョージア）の選手に敗れた。

## 主な戦績
- 2006年 - アジア大会 7位
- 2008年 - アジア選手権 5位
- 2008年 - 北京オリンピック 3位
- 2009年 - アジア選手権 5位
- 2009年 - ワールドカップ・ブカレスト 3位
- 2009年 - グランプリ・青島 3位